# Hannibal Lecter
Hannibal Lecter là một nhân vật hư cấu trong series truyện trinh thám kinh dị của Thomas Harris. Lecter được giới thiệu lần đầu vào năm 1981 trong cuốn tiểu thuyết kinh dị Red Dragon (Rồng Đỏ), là một bác sĩ tâm thần xuất sắc và là một kẻ ăn và giết người hàng loạt. Cuốn tiểu thuyết và phần tiếp theo, The Silence of the Lambs (Sự Im Lặng Của Bầy Cừu), Lecter là đối thủ thứ hai sau hai tên giết người hàng loạt trong cả hai cuốn tiểu thuyết. Tại cuốn tiểu thuyết thứ ba, Hannibal Lecter trở thành một nhân vật chính. Và ở cuốn tiểu thuyết cuối cùng trong bộ truyện, Hannibal Rising (Hannibal báo thù), kể về quá khứ của ông cũng như lý do tại sao lại trở thành một kẻ giết người hàng loạt.
Bộ phim chuyển thể đầu tiên từ tiểu thuyết của Harris có tên là Manhunter (dựa vào Red Dragon) với Brian Cox trong vai Lecter, được gọi là "Lecktor". Năm 1991, Anthony Hopkins đã thắng một giải Oscar cho vai diễn của ông trong The Silence of the Lambs. Ông còn trở lại đóng vai Lecter trong Hannibal năm 2001 và trong lần chuyển thể thứ hai của Red Dragon năm 2002 dưới cái tên chính thức của nó. Năm 2003, Hannibal Lecter (nhân vật do Anthony Hopkins thủ vai) đã được Viện Phim Mỹ bình chọn là nhân vật phản diện hàng đầu trong Danh sách 100 anh hùng và kẻ phản diện của Viện phim Mỹ. Vào tháng 7 năm 2010, Lecter nằm trong danh sách 100 nhân vật vĩ đại nhất hai mươi năm qua của Entertainment Weekly.

## Những lần xuất hiện

### Tiểu thuyết
Trước khi câu chuyện trong Rồng đỏ xảy ra, đặc vụ FBI Will Graham ban đầu xin ý kiến Lecter về tên giết người hàng loạt trước khi nhận ra rằng chính vị bác sĩ là thủ phạm; Lecter thấy được dấu hiệu bất thường đó trên mặt anh, đi đến đằng sau Graham và đâm anh, mổ bụng nhưng không giết. Lecter bị kết tội và bị tống giam vào bệnh viện tâm thần Baltimore dành cho tội phạm liên bang, dưới sự giám sát của Tiến sĩ Frederick Chilton, một nhà tâm lý học mà Lecter khinh miệt. Một vài năm sau, Graham rời khỏi nơi ẩn dật và đến hỏi thăm ý kiến của Lecter trong một vụ điều tra bắt giữ một kẻ giết người hàng loạt khác, Francis Dolarhyde, được biết đến với biệt danh "The Tooth Fairy". Trên mục thông tin mật mã của một tờ báo lá cải, The National Tattler, Lecter đã cung cấp cho Dolarhyde địa chỉ nhà Graham, cho phép hắn làm biến dạng gương mặt của anh và cố gắng giết gia đình Graham. Tại phần cuối của cuốn tiểu thuyết, Lecter gửi cho Graham một bức thư, trong đó nói rằng ông mong anh "không xấu lắm".
Vào năm 1988 phần tiếp theo Sự im lặng của bầy cừu, Lecter giúp đỡ một nhân viên tập sự FBI tên Clarice Starling trong việc bắt giữ một tội phạm giết người hàng loạt biệt danh "Buffalo Bill". Lecter và Starling đã tạo nên một sự trao đổi không bình thường trong lúc ông cung cấp cho cô một thông tin về kẻ giết người và phương pháp gây án đổi lại cô cho biết quá khứ không hạnh phúc của mình. Lecter trước đây đã gặp Buffalo Bill, người tình trước đây của bệnh nhân (đồng thời cũng là nạn nhân của ông) Benjamin Raspail; ông đã cung cấp thông tin ấy cho chính bản thân, hơn là cho Starling dưới hình thức cho cô manh mối và kế hoạch kỳ lạ để giúp cô hiểu ra chính bản thân mình. Lecter cuối cùng đã dàn dựng được một vở kịch, biến mình trông như một nhân viên cảnh sát có gương mặt dính đầy máu để thoát khỏi tình trạng giam cầm và lẩn trốn. Trong khi trốn, ông viết một lá thư cho Starling mong cô khoẻ, và thề là sẽ có một cuộc trả thù kinh khủng dành cho Chilton. Chilton mất tích ngay sau đó.
Trong cuốn tiểu thuyết thứ ba, Hannibal năm 1999, Lecter trốn ở Florence, Ý, dưới một cái tên giả. Cuốn sách tiết lộ một trong những nạn nhân của Lecter vẫn sống sót: Mason Verger, một tỉ phú và là một kẻ ấu dâm tàn bạo đã bị Lecter đánh thuốc mê và làm tàn tật trong một buổi trị liệu. Verger đề nghị một món tiền thưởng to lớn cho ai bắt được Lecter, người mà hắn định dùng để cho heo rừng ăn. Verger nhận được sự giúp đỡ từ Rinaldo Pazzi, thanh tra người Ý bị giáng chức, và Paul Krendler - nhân viên tham nhũng của Bộ Tư Pháp và sếp của Starling. Lecter đã giết Pazzi và 1 tên trong nhóm tổ chức bắt hắn rồi trở về Hoa Kỳ. Về Hoa Kỳ, hắn tiếp tục cuộc sống của mình như ở Ý, hay chính xác là khi chưa bị bắt với gu thưởng thức ẩm thực, rượu, thiên nhiên,..tinh tế nên đã phần nào bị lần ra tung tích. Mason cùng đồng bọn quyết định đẩy Starling vào rắc rối để dụ bác sĩ Lecter ra mặt vì chúng biết Lecter quan tâm đến cô. Trong 1 lần theo dõi Starling, chúng đã bắt gặp Lecter đang định trao quà sinh nhật cho Starling và bắn hạ hắn bằng thuốc mê rồi mang hắn về trang trại của Mason để phục vụ cho ''trò chơi '' tàn bạo của chúng. Bất ngờ là Starling đã thấy sự việc. Khi không nhận được sự trợ giúp từ lực lượng chức năng, cô quyết định làm theo bản năng, lý trí- như Lecter đã từng nói: ''vì cô là 1 chiến binh'' để giải cứu hắn. Cô đã đến đúng lúc và cứu được hắn nhưng đồng thời cũng bị thương suýt mất mạng vì trúng thuốc mê. Sau đó thì chính Lecter đã cứu Starling, đem cô đến căn nhà của mình để chữa trị. Trong suốt thời gian đó ông cho cô uống thuốc an thần, thuốc mê-thôi miên, cố gắng biến Starling thành người em gái Mischa đã chết của Lecter bằng các cách điều trị cổ điển. Một ngày, ông mời cô một bữa ăn tối đúng kiểu ở nơi vị khách và món ăn đầu tiên là Paul Krendler, họ đã cùng ăn bộ não của hắn cùng nhau. Vào tối hôm ấy, Starling nói với Lecter rằng ký ức của Mischa có thể sống trong ông thay vì tại ở nơi cô. Cô cũng chợt nhân ra mình đã nảy sinh tình cảm với Lecter, họ trở nên yêu nhau. Cuốn tiểu thuyết kết thúc với cảnh ba năm sau khi cặp tình nhân sống ở Argentina.
Harris viết cuốn Hannibal trả thù sau khi nhà sản xuất Dino De Laurentiis (người giữ bản quyền điện ảnh về nhân vật Lecter) công bố rằng ông muốn thực hiện một phần phim nói về thời thơ ấu của Lecter cũng như làm sao Lecter lại trở thành một tên sát nhân hàng loạt và không thể thiếu sự giúp đỡ của Harris. (Harris còn viết kịch bản cho bộ phim.) Cuốn tiểu thuyết là một biên niên sử về cuộc sống thuở nhỏ của Lecter từ khi sinh ra trong một gia đình quý tộc ở Litva năm 1933, rồi trở thành trẻ mồ côi, cùng với người em gái yêu quý Mischa, năm 1944 khi máy bay Stuka của không quân Đức ném bom vào chiếc xe tăng của Liên Xô trước cánh rừng mà họ tị nạn. Ngay sau đó, Lecter và Mischa bị băng nhóm làm việc cho Đức Quốc xã bắt giữ, những kẻ đã giết và ăn thịt Mischa trước mắt Lecter. Không thể đắp lành vết thương lòng, cậu bé trốn cùng với những kẻ đào ngũ và được gửi đến một trại mồ côi, chính tại nơi đây Lecter bị bắt nạt và bị hiệu trưởng lạm dụng. Khi trở thành một thanh thiếu niên 16 tuổi, Lecter được chú Robert và vợ chú người Nhật Bản, quý bà Murasaki, nhận làm con nuôi. Sau khi chú chết, Lecter trở nên khép kính, tạo dựng một mối quan hệ lãng mạn giả tạo với người dì goá; trong thời gian này anh cũng cho thấy được mình có một trí thông minh cao, thi đậu vào trường y với độ tuổi còn trẻ. Mặc dù bề ngoài cuộc sống khá thoải mái và ổn định, Lecter luôn bị ám ảnh bởi các hình ảnh man rợ và ý định trả thù cho cái chết của Mischa. Hắn giết người lần đầu khi còn là thanh thiếu niên, chặt đầu một người chủ cửa hàng bán cá phân biệt chủng tộc đã xúc phạm Murasaki. Hắn còn cẩn thận khám phá ra, bằng cách tra tấn, và giết những kẻ đã giết em gái hắn, trong quá trình từ bỏ những mối quan hệ với Murasaki cũng như nhân cách hắn dần bị huỷ hoại. Cuốn tiểu thuyết kết thúc với cảnh Lecter được nhận vào trường đại học Johns Hopkins University.

### Điện ảnh
Rồng đỏ lần đầu tiên được chuyển thể vào năm 1986 do Michael Mann thực hiện dưới tựa đề là Manhunter. Do vấn đề bản quyền, những nhà làm phim đổi cái tên "Lecter" thành "Lecktor", do Brian Cox diễn. Cox đã diễn nhân vật của mình giống như tên giết người hàng loạt người Scotland Peter Manuel.
Năm 1991, Orion Pictures đã sản xuất một bộ phim do Jonathan Demme đạo diễn chuyển thể từ phần tiếp theo The Silence of the Lambs, Lecter được diễn bởi Anthony Hopkins. Hopkins đã thắng giải Oscar cho hạng mục Nam diễn viên chính xuất sắc nhất cho vai này. Năm 2001, Hannibal được chuyển thể, với Hopkins diễn vai Lecter. Trong phần phim chuyển thể này, Starling đã cố gắng tóm Lecter, nhưng ông đã trốn thoát khỏi còng tay của cô bằng cách tự chặt tay mình. Năm 2002, Red Dragon lại một lần nữa được chuyển thể, lần này với tựa đề gốc của truyện, với Hopkins lần nữa diễn vai Lecter và Edward Norton vào vai Will Graham. Hopkins đã viết kịch bản phần tiếp theo cho Hannibal với cảnh Starling giết Lecter nhưng nó không bao giờ được sản xuất.
Vào năm 2006, cuốn tiểu thuyết Hannibal Rising mới được chuyển thể thành bộ phim cùng tên, nội dung chính giải thích tại sao Lecter lại trở thành một kẻ tâm thần mất tính người. Trong phim, được hoàn thành vào năm 2007, Lecter lúc tám tuổi được diễn bởi Aaron Thomas, rồi Gaspard Ulliel diễn khi ông trở thành thanh niên. Cả tiểu thuyết lẫn phim đều được đánh giá là khá tệ với những bình luận tiêu cực.

### Truyền hình
Vào tháng 2 năm 2012, NBC quyết định làm một bộ phim truyền hình khác, kể về những sự việc xảy ra trước cả Red Dragon được Bryan Fuller viết kịch bản và là nhà sản xuất tài trợ. Mads Mikkelsen diễn vai Lecter và Hugh Dancy trong vai Will Graham.
Fuller đã nói về vai diễn Lecter của Mads Mikkelsen: "Cái tôi thích nhất ở Mads là trong cuộc gặp gỡ đầu tiên của chúng tôi, anh đã không muốn nhân vật mình giống như của Hopkins hay Cox. Anh ấy nói về nhân vật của mình không hoàn toàn tựa như 'Hannibal kẻ ăn thịt người tâm thần', nhưng như Satan – Thiên thần sa ngã (Fallen Angel) người đã say mê với nhân loại và đã có một sự đồng cảm cho loài người chúng ta, nhưng chắc chắn không phải ở giữa chúng tôi – anh ấy khác. Tôi đã nghĩ điều đó thật tốt, một sự tiếp cận thú vị, bởi vì tôi yêu khoa học giả tưởng và kinh dị và – không phải chúng tôi đã cố tình làm điều gì để có được đề nghị này – nhưng việc anh ấy diễn Lecter giống Lucifer là một sự thú vị thực sự cho bộ phim. Có một chút khác biệt so với những phần phim trước và cũng sẽ hoành tráng hơn nếu bạn xem chương trình qua lăng kính 'Đây là cách Satan làm việc, cám dỗ một người nào đó với một quả táo tinh thần'. Việc được thực hiện bộ phim này làm tôi rất vui mừng."
Tập đầu tiên của bộ phim được chiếu trên đài NBC vào ngày 4 tháng 4 năm 2013, nó đã được sửa đổi liên tục, cuối cùng Lecter và Graham gặp nhau trong quá trình làm việc cho FBI để bắt tên Garrett Jacob Hobbs. Trong suốt mùa đầu tiên, Lecter được giới thiệu để làm bác sĩ tâm lý của Will Graham dù Lecter có ý xem Graham như bạn. Trong tập cuối của mùa thứ nhất, Lecter đã miễn cưỡng để cho Graham khám phá ra tội ác của mình – nhưng không trước khi Graham nhận ra rằng Lecter là kẻ giết người hàng loạt anh đã cố gắng bắt giữ.

## Nhân vật Hannibal
Nguồn gốc
Thomas Harris đã có một vài cuộc phỏng vấn, và không bao giờ giải thích nơi tạo cảm hứng cho nhân vật Hannibal Lecter. Trong một bộ phim quay cảnh thực hiện bộ Hannibal Rising, tội ác đầu tiên của Lecter dựa trên một vụ án có thật mà Harris đã làm phóng viên nhà báo vào những năm 1960. Năm 1992, Harris còn có mặt trong buổi xét xử Pietro Pacciani, kẻ bị tình nghi là tên giết người hàng loạt biệt danh "Monster of Florence". Một số điểm trong cách làm của kẻ giết người làm đã được dùng để tham khảo cho cuốn Hannibal, được xuất bản năm 1999. Trong một cuộc phỏng vấn cho Inside the Actors Studio, Hopkins nói ông đã sử dụng những đặc điểm riêng biệt của Katharine Hepburn và HAL 9000 từ 2001: A Space Odyssey để truyền cảm hứng cho vai diễn của mình.
Theo David Sexton, tác giả của cuốn The Strange World of Thomas Harris: Inside the Mind of the Creator of Hannibal Lecter, Harris có một lần đã nói với người quản thư viện ở Cleveland, Mississippi, rằng Lecter đã được lấy cảm hứng từ William Coyne, một kẻ giết người địa phương đã vượt ngục năm 1934 và đã nổi một cơn thịnh nộ bao gồm cả nghệ thuật giết người và ăn thịt người.

Anthony Hopkins trong The Silence of the Lambs

Trong cuốn Evil Serial Killers, Charlotte Greig khẳng định tên giết người hàng loạt Albert Fish đã truyền một chút cảm hứng sáng tác cho Harris để sáng tạo nên Lecter. Greig còn tuyên bố chứng minh bệnh lý của Lecter, Harris đã mượn câu chuyện về tên giết – ăn thịt người hàng loạt Andrei Chikatilo từ người anh Stepan của hắn trong đó Chikatilo đã bắt cóc và ăn thịt bằng cách bỏ đói những người hàng xóm (dù cho Greig chứng minh nhưng không rõ là câu chuyện có thật hay thậm chí cả Stepan Chikatilo cũng không tồn tại).
Đặc điểm
Rồng đỏ là một bằng chứng cho thấy Lecter không có gì ăn khớp với hồ sơ tâm lý học. Trong phần phim The Silence of the Lambs, bác sĩ điều trị cho Lecter, tiến sĩ Frederick Chilton, cho là Lecter là một kẻ "thái nhân cách" (những kẻ thái nhân cách thường có đặc điểm chung là thiếu lương tâm, cảm giác tội lỗi, rất giỏi trong việc thao.túng cảm xúc và thường nguỵ trang để chúng có thể hoà nhập với cộng đồng. Những kẻ thái nhân cách hầu hết là những tên tội phạm, những kẻ giết người hàng loạt. Nguồn gốc bệnh lý của chúng thường bắt nguồn từ tuổi thơ khiếm khuyết, thường hay bị lạm dụng và gặp khó khăn trong việc hoà nhập).
Trong tiểu thuyết, tiến sĩ Chilton gọi Lecter là mầm móng xấu cho xã hội. Trong cuốn Rồng đỏ, Hannibal được miêu tả như một kẻ không có lương tâm. Từ khi còn rất nhỏ, hắn sẵn sàng tra tấn và giết hại những con vật nhỏ. Nhưng Những đặc điểm mà Hannibal biểu hiện không hề khớp với đặc điểm chung của những tên giết người hàng loạt. Hannibal được gọi là kẻ "thái nhân cách" vì không có tên gọi nào phù hợp hơn với hắn. Trong Rồng đỏ, Hannibal được nhà tâm lý học gọi là kẻ "thái nhân cách" vì "họ không biét tên gọi nào phù hợp hơn với hắn". Bệnh lý của Lecter được cho thấy nhiều hơn trong Hannibal và Hannibal Rising với lời giải thích là ông có những nỗi đau không thể bù đắp khi còn là đứa trẻ ở Litva năm 1944 khi ông chứng kiến em gái Mischa của mình bị giết và ăn thịt bởi Litvan Hilfswillige. Một thành viên trong Hilfswillige cho là Lecter không cố ý ăn em gái mình.
Hannibal được miêu tả như một người "trí thức cao", với trí tuệ, vốn hiểu biết và triết lý sâu sắc. Hăn sở hữu những kĩ năng xã hội và tài đối nhân xử thế vô cùng khéo léo, tạo ấn tượng ban đầu là một người có biệt tài thưởng thức, tinh thông các môn nghệ thuật và đặc biệt là ẩm thực. Hăn có thể nói trôi chảy nhiều thứ tiếng. Hannibal không thích những hành vi thiếu lịch sự, đôi lúc hắn giết những kẻ có hành vi tồi. Hắn có khứu giác đặc biệt tốt, đôi khi có thể nhận ra người từ mùi trên cơ thể họ, như nước hoa hay nước cạo râu. Những đặc điểm của Hannibal không giống với số đông những kẻ thái nhân cách và những tên tội phạm khác, những kẻ có IQ chỉ trên dưới trung bình. Hắn cũng khác với những kẻ giết người hàng loạt, vì nạn nhân của hắn không có điểm chung. Họ có thể là bất cứ ai, không kể tuổi tác, giới tính. Không có đặc điểm nào của họ trỗi dậy bản năng thú tính của Hannibal như những tên tội phạm khác. Hắn coi "thịt chỉ là thịt", một khi đã quyết định kết liễu nạn nhân.
1. ↑  Adam B. Vary (ngày 1 tháng 6 năm 2010). "The 100 Greatest Characters of the Last 20 Years: Here's our full list!". Entertainment Weekly. Time Inc. Bản gốc lưu trữ ngày 21 tháng 9 năm 2016. Truy cập ngày 7 tháng 7 năm 2012.
2. ↑  "AFI's 100 Heroes & Villains". American Film Institute. 2003. Truy cập ngày 12 tháng 2 năm 2007.
3. ↑  BBC interview with Brian Cox on youtube.com
4. ↑  Mottram, James (March 2011). "Manhunter". In Aubrey, Day. Total Film (Future Publishing) (177): 112–116.
5. ↑  Oldenburg, Ann (ngày 3 tháng 10 năm 2002). "Marquee names serve up another helping of Hannibal". USA Today. Truy cập ngày 19 tháng 4 năm 2013.
6. ↑  Hannibal Rising tại Rotten Tomatoes
7. ↑  Pilot Season: NBC Orders Hannibal Straight to Series; Also Picks Up Notorious - TVGuide.com
8. ↑  Morgan, Jeffrey. "Hannibal Lecter TV series casts Hugh Dancy as Will Graham" www.digitalspy.com. ngày 23 tháng 3 năm 2012
9. ↑  Jeffery, Morgan (ngày 3 tháng 5 năm 2013). "Bryan Fuller 'Hannibal' Q&A: 'Lecter is like Satan at work'". digitalspy.ie. Truy cập ngày 11 tháng 5 năm 2013.
10. ↑  Grieg, Charlotte, Evil Serial Killers: In the Minds of Monsters (2009), p.102